# باز أسود (توضيح)
الباز الأسود هو اسم شائع لبعض الطيور الجارحة التي تستوطن الأمريكتين، قد يشير إلى:
- الباز الأسود الشائع
- الباز الأسود الكوبي
- الباز الأسود الكبير